# Aurícula izquierda
La aurícula izquierda, es una de las cuatro cavidades del corazón. Recibe sangre oxigenada proveniente de los pulmones y la impulsa a través de la válvula mitral hacia el ventrículo izquierdo, el cual la distribuye a todo el organismo mediante la arteria aorta.
Para su estudio se divide en dos: orejuela o auriculilla y aurícula propiamente dicha; esta clasificación se da debido a su origen embriológico.
La aurícula izquierda forma la mayor parte de la porción superior o base del corazón y en ella desembocan las cuatro venas pulmonares. En condiciones normales durante la vida adulta, toda la sangre sale de la aurícula izquierda hacia el ventrículo izquierdo por la válvula mitral o válvula auriculoventricular izquierda.
Durante la sístole auricular, las aurículas se contraen e impulsan la sangre hacia los ventrículos. La contracción auricular resulta importante durante el ejercicio físico para facilitar el llenado del ventrículo, pero no lo es tanto en situación de reposo.
En el periodo fetal existe una comunicación entre la aurícula izquierda y la aurícula derecha que se llama foramen oval, el cual perfora el septo interatrial. El foramen oval se cierra de forma natural después del nacimiento y da origen a la fosa oval.
Si por alguna circunstancia el foramen oval permanece abierto en la vida adulta, se produce una enfermedad cardiaca que se llama comunicación interauricular.

## Nomenclatura
El término tradicional en español es el de aurícula izquierda, dicho vocablo es reconocido por la Real Academia Nacional de Medicina como el equivalente al nombre latino asignado por la terminología anatómica atrium sinistrum; reconociéndose asimismo que el latín auricula, que designa al apéndice que emerge de cada cavidad superior del corazón, se traduce al español como orejuela.

## Imágenes adicionales

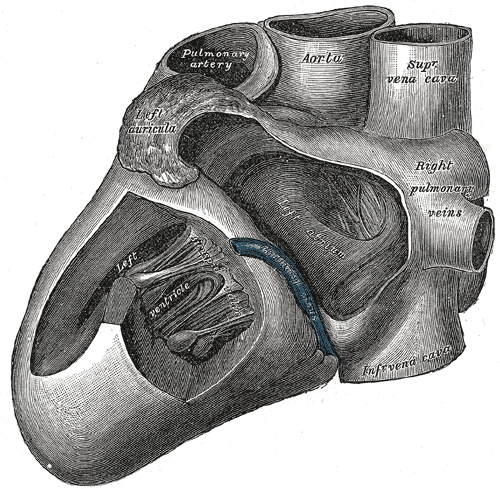
Ilustración de Gray del atrio y ventrículo izquierdos del corazón.